# 阿卜杜勒-拉赫曼·优素菲
阿卜杜勒-拉赫曼·优素菲（阿拉伯语：‎，1924年3月8日—2020年5月29日），生于摩洛哥北部城市丹吉尔，人民力量全国联盟创始人之一，1972年，从人民力量全国联盟分裂成立了人民力量社会主义联盟（简称社盟）。1992年1月，社盟领导人马蒂·布阿比德去世后，他继任社盟第一书记。1998年2月4日被国王哈桑二世任命为摩洛哥首相，2002年10月9日离任。